# Reserva Florestal do Grajaú

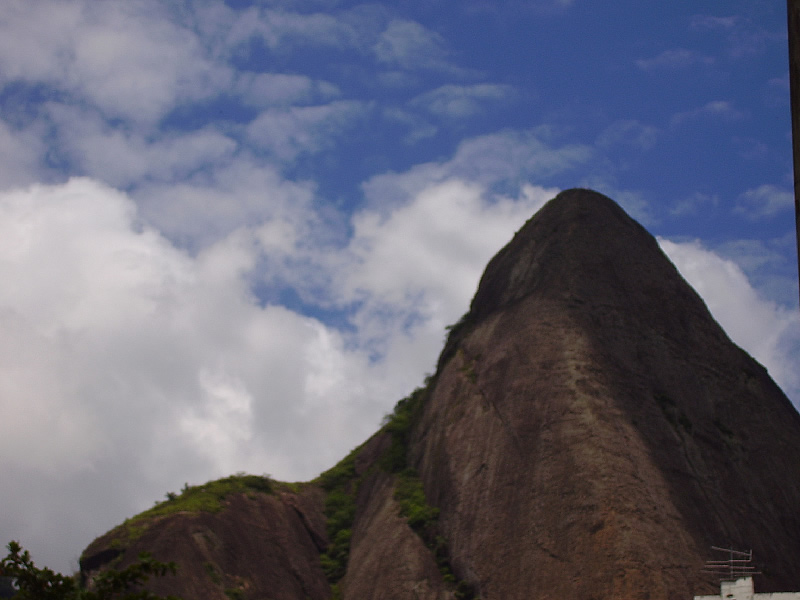
Pedra do Andaraí, Reserva Florestal do Grajaú.

Reserva Florestal do Grajaú é um parque estadual e municipal brasileiro componente natural da Floresta da Tijuca, localizado no bairro do Grajaú dentro da área urbana na cidade do Rio de Janeiro. O parque tem 55 hectares que abrangem a encosta nordeste da Serra dos Três Rios; que separa o distrito da Grande Tijuca da Baixada de Jacarepaguá; até os limites do Parque Nacional da Tijuca.

## Importância ambiental
A fauna, apesar de bastante reduzida, devido à perda de cobertura vegetal, ainda apresenta importantes espécies, como cachorro-do-mato, preá-do-mato e mico-estrela, entre outros. As aves mais encontradas na região são saíra-azul, saíra-amarela, juriti, beija-flor (Amazilia fimbriata e Eupetomena macroura), urubu-caçador, gavião-carijó e tiribas, ameaçadas de extinção, dentre outras.
A reserva trata-se de vegetação secundária, uma vez que é fruto de um reflorestamento, mas representa importante meio de prevenção de deslizamentos que ocorriam anteriormente no local. A cobertura vegetal mais significativa está no trecho inferior do vale do Rio dos Urubus. O parque representa um refúgio para algumas espécies como o cachorro-do-mato, preá-do-mato, mico-estrela, além de representar uma importante área de lazer para os moradores. Na flora do parque podem ser encontradas espécies como embaúba, carrapateira, figueira, ipê-amarelo e cedro-branco.

## Histórico

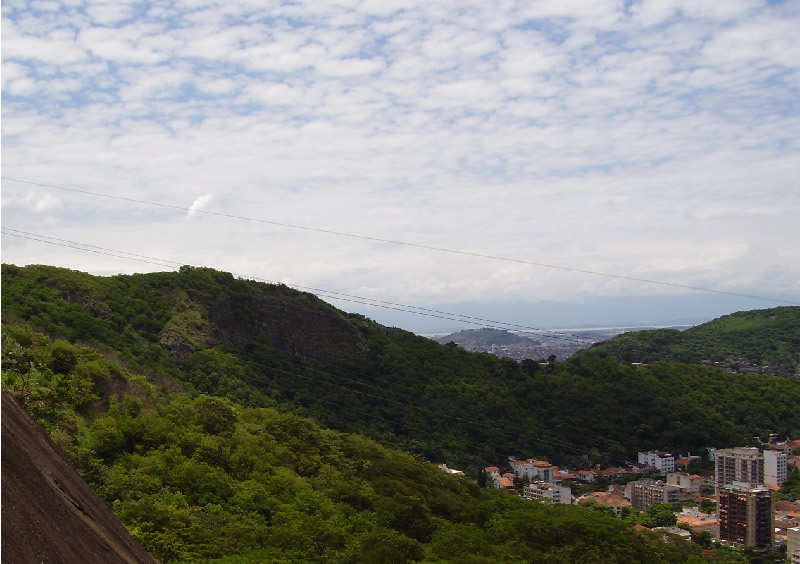
Vista da Reserva Florestal do Grajaú.

A Reserva Florestal do Grajaú foi criada por meio do Decreto Estadual nº 1.921, de 22 de junho de 1978, atendendo a uma reivindicação dos moradores do bairro e da Sociedade dos Amigos da Reserva do Grajaú. Sua denominação foi alterada para Parque Estadual do Grajaú através do Decreto Estadual nº 32.017, de 15 de outubro de 2002, em atendimento ao artigo 55 da Lei Federal nº 9.985/00, que instituiu o Sistema Nacional de Unidades de Conservação. O parque estende-se sobre a encosta nordeste da Serra dos Três Rios até os limites do Parque Nacional da Tijuca. Tem como marco notável a Pedra do Andaraí, com altitude de 444 metros, devido à sua elegante forma piramidal, que atrai muitos escaladores.
A área pertencia a uma empresa imobiliária, mas em 1975 foi repassada ao Estado como pagamento de dívidas. Esta era composta por morros que sofriam constantes deslizamentos e colocavam em risco os prédios vizinhos, sendo o bairro predominantemente residencial. Como solução, foi iniciado o reflorestamento e em 1978 foi criada a reserva. Mais tarde, com a ocorrência de graves deslizamentos de terra provocados pelas chuvas de 1966 e a desocupação da encosta, foi dado início ao reflorestamento da área que, no entanto, não foi bem sucedido, havendo ainda extensos trechos infestados pelo capim-colonião (Panicum maximum). Em 2003, para melhor adequar a unidade ao SNUC, o governo do estado do Rio de Janeiro transformou-a em um parque.[carece de fontes?]
A área, de aproximadamente 55 hectares (0,55 quilômetro quadrado), era de propriedade de uma companhia imobiliária até 1975, quando foi transferida para o Estado em pagamento de dívidas da empresa com o governo Estadual. Sua cobertura florestal mais significativa se restringe ao trecho inferior do vale do Rio dos Urubus, e lá são encontradas muitas espécies exóticas convivendo com as nativas. As espécies nativas mais comuns são figueira, embaúba, carrapateira, ipê-amarelo, cedro-branco e pau-d’alho. No interior da mata podem-se ver, facilmente, orquídea, jurubeba e caiapiá, esta uma espécie ameaçada de extinção. É digno de nota, ainda, a vegetação rupícola, composta predominantemente por orquídeas e bromélias muito resistentes ao calor.
Fonte:
Sua importância decorre da grande diversidade de espécies nativas que abriga, inclusive exemplares do mico-estrela e do gavião caçador. Destaca-se ainda pela vista privilegiada para a Pedra do Andaraí (também conhecida como Pico do Perdido ou Pico do Papagaio), que se eleva 444 metros acima do nível do mar, muito procurada por praticantes do montanhismo e considerada um dos principais símbolos do bairro.

## Lazer e integração com a comunidade
O parque oferece espaços destinados à recreação, esporte e ginástica. Existem trilhas que dão acesso ao Pico do Perdido, ou Pedra do Andaraí, com altitude de 444 metros, muito procurada por praticantes do montanhismo, sendo também um dos principais símbolos do bairro, atualmente há o impasse da criminalidade que afugenta peqenos grupos e famílias; causado pela falta de fiscalização da guarda municipal no parque.
A administração do parque retornou em 2006 para o Governo do Estado do Rio de Janeiro, através do Instituto Estadual de Florestas (IEF), que nele desenvolve projetos de revitalização:
Construção de auditório multi-uso com capacidade para 50 pessoas;
Implantação de exposição permanente;
Aquisição e operação de equipamentos multimídia;
Recuperação de antigas trilhas e abertura de novas;
Reforma no anfiteatro Márcio Matarroyos.
As obras encontram-se orçadas em 58 mil reais. No entant a gestão do parque foi repassada ao município no ano seguinte.

## Galeria

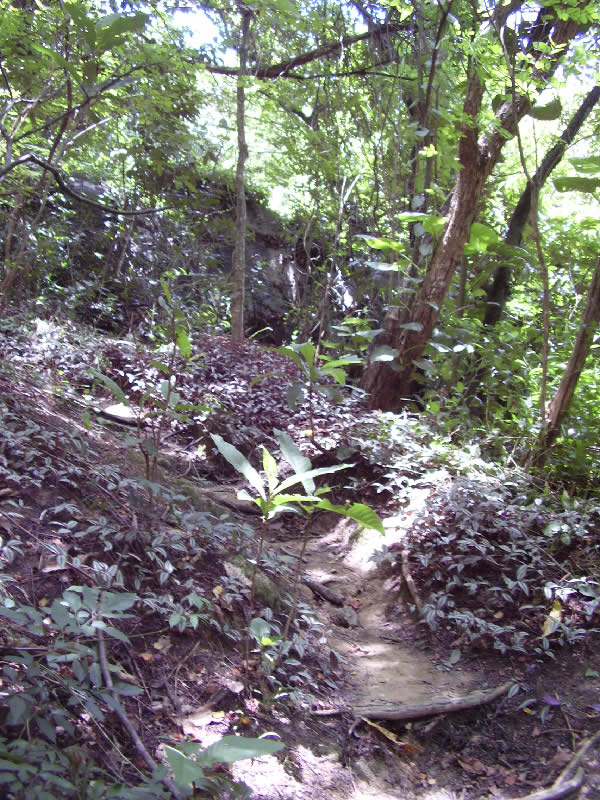
Trilha da Reserva Florestal do Grajaú
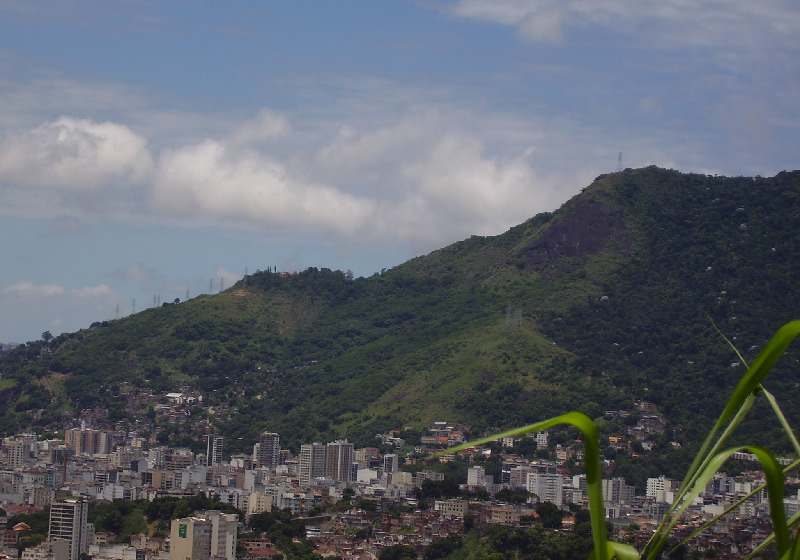
Comunidades carentes que ameaçam ocupar a reserva
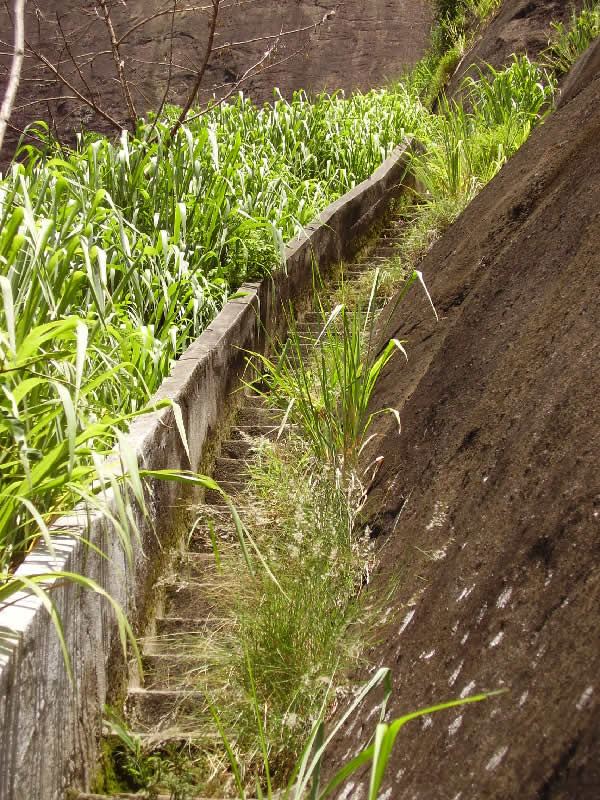
Escada que contorna a Pedra do Andaraí